# Potentilla haematochrous
Potentilla haematochrous là loài thực vật có hoa trong họ Hoa hồng. Loài này được Lehm. miêu tả khoa học đầu tiên năm 1836.